# Llista d'emperadors romans
Aquesta és una llista dels emperadors romans, amb indicació del període durant el qual van governar l'Imperi. Fixeu-vos que en la següent llista no hi apareix Juli Cèsar perquè tradicionalment mai ha estat considerat com a tal. Per saber més sobre el culte a l'emperador romà, al qual ho considerava un déu, vegeu culte imperial. Les paraules en cursiva: indiquen que no es considera que l'emperador hagués tingut prou poder com per governar. La cursiva negreta: indica el sobrenom o malnom amb el qual es coneix l'emperador en qüestió.

## ElPrincipat

### Dinastia Julio-Clàudia
| Regnat                                                       | Nom popular | Nom personal i títols de naixement i d'abans de la proclamació             | Nom imperial                                                                    | Notes                                                                                           |
| ------------------------------------------------------------ | ----------- | -------------------------------------------------------------------------- | ------------------------------------------------------------------------------- | ----------------------------------------------------------------------------------------------- |
| Des del 16 de gener de l'any 27 aC al 19 d'agost de l'any 14 | August      | GAIVS OCTAVIVS GAIVS IVLIVS CAESAR OCTAVIANVS IMPERATOR CAESAR DIVI FILIVS | IMPERATOR CAESAR DIVI FILIVS AVGVSTVS                                           | 12 aC: Pontifex Maximus                                                                         |
| Des del 19 d'agost de l'any 14 al 16 de març de l'any 37     | Tiberi      | TIBERIVS CLAVDIVS NERO TIBERIVS IVLIVS CAESAR                              | TIBERIVS CAESAR AVGVSTVS                                                        | 15: Pontifex Maximus                                                                            |
| Des del 18 de març de l'any 37 al 24 de gener de l'any 41    | Calígula    | GAIVS IVLIVS CAESAR GERMANICVS GAIVS CAESAR AVGVSTVS GERMANICVS CALIGVLA   | GAIVS CAESAR AVGVSTVS GERMANICVS                                                | Conegut pel malnom de Calígula (Botes petites); 37: Pontifex Maximus, Pater patriae; Assassinat |
| Des del 24 de gener de l'any 41 al 13 d'octubre de l'any 54  | Claudi      | TIBERIVS CLAVDIVS DRVSVS TIBERIVS CLAVDIVS DRVSVS NERO GERMANICVS          | TIBERIVS CLAVDIVS CAESAR AVGVSTVS GERMANICVS PONTIFEX MAXIMVS                   | 42: Pater Patriae; Assassinat per enverinament                                                  |
| Des del 13 d'octubre de l'any 54 a l'11 de juny de l'any 68  | Neró        | LVCIVS DOMITIVS AHENOBARBVS                                                | NERO CLAVDIVS CAESAR DRVSVS GERMANICVS NERO CLAVDIVS CAESAR AVGVSTVS GERMANICVS | 55: Pontifex Maximus; posteriorment Pater Patriae; Es suïcidà                                   |

### Any dels quatre emperadors
| Regnat                                                       | Nom popular | Nom personal i títols de naixement i d'abans de la proclamació | Nom imperial                                  | Notes                                                                       |
| ------------------------------------------------------------ | ----------- | -------------------------------------------------------------- | --------------------------------------------- | --------------------------------------------------------------------------- |
| Des del 8 de juny de l'any 68 al 15 de gener de l'any 69     | Galba       | SERVIVS SVLPICIVS GALBA                                        | SERVIVS GALBA IMPERATOR CAESAR AVGVSTVS       | Assassinat per Otó; vegeu: Any dels quatre emperadors                       |
| Des del 15 de gener de l'any 69 al 16 d'abril de l'any 69    | Otó         | MARCVS SALVIVS OTHO                                            | IMPERATOR MARCVS OTHO CAESAR AVGVSTVS         | Es suïcidà; vegeu: Any dels quatre emperadors                               |
| Des del 2 de gener de l'any 69 al 20 de desembre de l'any 69 | Vitel·li    | AVLVS VITELLIVS                                                | AVLVS VITELLIVS GERMANICVS IMPERATOR AVGVSTVS | Coemperador; assassinat al fòrum de Roma; vegeu: Any dels quatre emperadors |

### Dinastia Flàvia
| Regnat                                                           | Nom popular | Nom personal i títols de naixement i d'abans de la proclamació | Nom imperial                                                                | Notes                                                                             |
| ---------------------------------------------------------------- | ----------- | -------------------------------------------------------------- | --------------------------------------------------------------------------- | --------------------------------------------------------------------------------- |
| Des de l'1 de juliol de l'any 69 al 24 de juny de l'any 79       | Vespasià    | TITVS FLAVIVS VESPASIANVS                                      | IMPERATOR VESPASIANVS CAESAR AVGVSTVS                                       | 70: Pontifex Maximus Pater Patriae Coemperador; vegeu: Any dels quatre emperadors |
| Des del 24 de juny de l'any 79 al 13 de setembre de l'any 81     | Titus Flavi | TITVS FLAVIVS VESPASIANVS TITVS CAESAR VESPASIANVS             | IMPERATOR TITVS CAESAR VESPASIANVS AVGVSTVS                                 | 70: Pontifex Maximus Pater Patriae                                                |
| Des del 24 de juny de l'any 79 al 13 de setembre de l'any 81     | Titus Flavi | TITVS FLAVIVS VESPASIANVS TITVS CAESAR VESPASIANVS             | A partir de l'agost de l'any 69 IMPERATOR TITVS CAESAR VESPASIANVS AVGVSTVS | 70: Pontifex Maximus Pater Patriae                                                |
| Des del 14 de setembre de l'any 81 al 18 de setembre de l'any 96 | Domicià     | TITVS FLAVIVS DOMITIANVS CAESAR DOMITIANVS                     | IMPERATOR CAESAR DOMITIANVS AVGVSTVS, PONTIFEX MAXIMVS PATER PATRIAE        | posteriorment 83: Germanicus; Assassinat                                          |

### Dinastia Antonina-Els cinc bons emperadorsi l'inici de la decadència
| Regnat                                                        | Nom popular     | Nom personal i títols de naixement i d'abans de la proclamació                            | Nom imperial                                                                                | Notes |
| ------------------------------------------------------------- | --------------- | ----------------------------------------------------------------------------------------- | ------------------------------------------------------------------------------------------- | --- |
| Des del 18 de setembre de l'any 96 al 27 de gener de l'any 98 | Nerva           | MARCVS COCCEIVS NERVA                                                                     | IMPERATOR NERVA CAESAR AVGVSTVS, PATER PATRIAE                                              | |
| Des del 28 de gener de l'any 98 al 7 d'agost de l'any 117     | Trajà           | MARCVS VLPIVS NERVA TRAIANVS MARCVS VLPIVS NERVA TRAIANVS GERMANICVS                      | IMPERATOR CAESAR DIVI NERVAE FILIVS NERVA TRAIANVS GERMANICVS AVGVSTVS                      | 98: Pater Patriae; 102: Dacicus; 114: Parthicus; Ago/Set 114: Optimus                                                                                      |
| Des de l'11 d'agost de l'any 117 al 10 de juliol de l'any 138 | Hadrià          | PVBLIVS AELIVS HADRIANVS PVBLIVS AELIVS TRAIANVS HADRIANVS                                | IMPERATOR CAESAR TRAIANVS HADRIANVS AVGVSTVS PONTIFEX MAXVMVS                               | |
| Des del 10 de juliol de l'any 138 al 7 de març de l'any 161   | Antoní Pius     | TITVS AVRELIVS FVLVIVS BOINONIVS ARRIVS ANTONINVS IMPERATOR TIRVS AELIVS CAESAR ANTONINVS | IMPERATOR CAESAR TITVS AELIVS HADRIANVS ANTONINVS AVGVSTVS PONTIFEX MAXIMVS                 | posteriorment 7 de març de l'any 161: Pius; 139: Pater Patriae                                                                                             |
| 143                                                           | Antoní Pius     | TITVS AVRELIVS FVLVIVS BOINONIVS ARRIVS ANTONINVS IMPERATOR TIRVS AELIVS CAESAR ANTONINVS | IMPERATOR CAESAR TITVS AELIVS HADRIANVS ANTONINVS AVGVSTVS PONTIFEX MAXIMVS                 | Proclamat emperador per segona vegada |
| Des del 7 de març de l'any 161 al 17 de març de l'any 180     | Marc Aureli     | MARCVS ANNIVS VERVS AVRELIVS CAESAR AVGVSTI PII FILIVS                                    | IMPERATOR CAESAR MARCVS AVRELIVS ANTONINVS AVGVSTVS PONTIFEX MAXIMVS                        | coemperador amb Luci Aureli Ver fins al març de l'any 169; 164: Armeniacus Medicus Parthicus Maximus; 166: Pater Patriae; 172: Germanicus; 175: Sarmaticus |
| Des del 7 de març de l'any 161 al març de l'any 169           | Luci Aureli Ver | LVCIVS CEIONIVS COMMODVS LVCIVS AELIVS AVRELIVS COMMODVS                                  | IMPERATOR CAESAR LVCIVS AVRELIVS VERVS AVGVSTVS                                             | Coemperador amb Marc Aureli164: Armeniacus; 165: Parthicus Maximus; 166: Medicus, Pater Patriae                                                            |
| 175 to 175                                                    | Avidi Cassi     | GAIVS AVIDIVS CASSIVS                                                                     |                                                                                             | Usurpador; autoproclamat emperador: governà a Egipte i Síria; va ser assasssinat per un centurió                                                           |
| Des de l'any 180 al 31 de desembre de l'any 192               | Còmmode         | LVCIVS AVRELIVS COMMODVS ANTONINVS LVCIVS AVRELIVS COMMODVS CAESAR ANTONINVS              | IMPERATOR CAESAR LVCIVS AVRELIVS COMMODVS AVGVSTVS PATER PATRIAE                            | Coemperador amb Marc Aureli fins al 17 de març de l'any 180                                                                                                |
| A partir de l'any 180                                         | Còmmode         | LVCIVS AVRELIVS COMMODVS ANTONINVS LVCIVS AVRELIVS COMMODVS CAESAR ANTONINVS              | IMPERATOR CAESAR LVCIVS AVRELIVS COMMODVS ANTONINVS AVGVSTVS PONTIFEX MAXIMVS PATER PATRIAE | Emperador únic Assasssinat: estrangulat per un gladiador                                                                                                   |

### Dinastia Severa, emperadors africans, asiàtics i sirians
| Regnat                                                       | Nom popular     | Nom personal i títols de naixement i d'abans de la proclamació | Nom imperial                                                                                    | Notes |
| ------------------------------------------------------------ | --------------- | -------------------------------------------------------------- | ----------------------------------------------------------------------------------------------- | --- |
| Des de l'1 de gener de l'any 193 al 28 de març de l'any 193  | Pèrtinax        | PVBLIVS HELVIVS PERTINAX                                       | IMPERATOR CAESAR PVBLIVS HELVIVS PERTINAX AVGVSTVS                                              | Reconegut com a emperador per Septimi Sever; Assassinat per soldats al Palatí |
| Des del 28 de març de l'any 193 a l'1 de juny de l'any 193   | Didi Julià      | MARCVS DIDIVS SEVERVS IVLIANVS                                 | IMPERATOR CAESAR MARCVS DIDIVS SEVERVS IVLIANVS AVGVSTVS                                        | Sentenciat a mort pel Senat; executat al Palatí |
| Des del 9 d'abril de l'any 193 al 4 de febrer de l'any 211   | Septimi Sever   | LVCIVS SEPTIMVS SEVERVS                                        | IMPERATOR CAESAR LVCIVS SEPTIMVS SEVERVS PERTINAX AVGVSTVS PROCONSVL                            | 9 de juny de l'any 193: Pontifex Maximus; posteriorment193: Pater Patriae; 195: Divi Marci Pii filius Divi Commodi Frater; Pius; Arabicus, Adiabenicus; 198: Parthicus Maximus; 209/210: Britannicus Maximus |
| Des del 193 als anys 194 o 195                               | Pescenni Níger  | GAIVS PESCENNIVS NIGER                                         |                                                                                                 | Governà a Síria |
| Des dels anys 193 o 195 al 197                               | Clodi Albí      | DECIMVS CLODIVS SEPTIMIVS ALBINVS                              |                                                                                                 | Governà a Britànnia |
| Des de l'any 198 al 4 de febrer de l'any 211                 | Caracal·la      | LVCIVS SEPTIMIVS BASSIANVS CARACALLA                           | IMPERATOR CAESAR MARCVS AVRELIVS SEVERVS ANTONINVS PIVS AVGVSTVS                                | 199: Pater Patriae; 200: Pius Felix; 209/210: Britannicus Maximus |
| Des del 4 de febrer de l'any 211 al 8 de febrer de l'any 217 | Caracal·la      | LVCIVS SEPTIMIVS BASSIANVS CARACALLA                           | IMPERATOR CAESAR MARCVS AVRELIVS ANTONINVS AVGVSTVS PATER PATRIAE BRITANNICVS MAXIMVS PROCONSVL | 213: Germanicus Maximus; Assassinat per Macrí |
| Des de l'any 209 al 4 de febrer de l'any 211                 | Geta            | PVBLIVS SEPTIMVS GETA                                          |                                                                                                 | assassinat per Caracal·la |
| Des del 4 de febrer de l'any 211 al desembre de l'any 211    | Geta            | PVBLIVS SEPTIMVS GETA                                          | IMPERATOR CAESAR PVBLIVS SEPTIMIVS GETA AVGVSTVS                                                | assassinat per Caracal·la |
| Des de l'11 d'abril de l'any 217 al juny de l'any 218        | Macrí           | MARCVS OPELLIVS MACRINVS                                       | IMPERATOR MARCVS OPELLIVS SEVERVS MACRINVS AVGVSTVS PIVS FELIX PROCONSVL                        | ? juny de l'any 217: Pater Patriae; Pontifex Maximus; Executat |
| Des del maig de l'any 217 al juny de l'any 218               | Diadumenià      | MARCVS OPELLIVS DIADVMENIANVS                                  | IMPERATOR MARCVS OPELLIVS ANTONINVS DIADVMENIANVS CAESAR SEVERVS                                | Executat |
| Des del juny de l'any 218 a l'any 222                        | Elagàbal        | VARIVS AVITVS BASSIANVS MARCVS AVRELIVS ANTONINVS ELAGABALVS   | IMPERATOR MARCVS AVRELIVS ANTONINVS PIVS FELIX AVGVSTVS PROCONSVL                               | juliol de l'any 218: Pater Patriae, Pontifex Maximus; 220: Sacerdos Amplissimus Dei Invicti Solis Elagabali Assassinat                                                                                       |
| Des del 13 de març de l'any 222 al ? març de l'any 235       | Alexandre Sever | BASSIANVS ALEXIANVS                                            | IMPERATOR CAESAR MARCVS AVRELIVS SEVERVS ALEXANDER PIVS FELIX AVGVSTVS                          | Pontifex Maximus Assassinat |

## Crisi delsegleiii

### Anarquia militar
| Regnat                                                                    | Nom popular                     | Nom personal i títols de naixement i d'abans de la proclamació      | Nom imperial                                                                        | Notes |
| ------------------------------------------------------------------------- | ------------------------------- | ------------------------------------------------------------------- | ----------------------------------------------------------------------------------- | --- |
| Des del febrer o març de l'any 235 al març o abril de l'any 238           | Maximí el Traci                 | GAIVS IVLIVS VERVS MAXIMINVS THRAX                                  | IMPERATOR CAESAR GAIVS JVLIVS VERVS MAXIMINVS PIVS FELIX INVICTVS AVGVSTVS          | Assassinat per les seves tropes                                                                                      |
| Possiblement entre el gener o el març de l'any 238 a l'abril de l'any 238 | Gordià I                        | MARCVS ANTONIVS GORDIANVS                                           | IMPERATOR CAESAR MARCVS ANTONIVS GORDIANVS SEMPRONIANVS AFRICANVS                   | Es suïcidà |
| Possiblement entre el gener o el març de l'any 238 a l'abril de l'any 238 | Gordià II                       | NARCYS ANTONIVS GORDIANVS                                           | IMPERATOR CAESAR MARCVS ANTONIVS GORDIANVS SEMPRONIANVS AFRICANVS                   | Mort durant una batalla                                                                                              |
| Des del febrer de l'any 238 al maig de l'any 238                          | Pupiè Màxim                     | MARCVS CLODIVS PVPIENVS MAXIMVS                                     | IMPERATOR CAESAR MARCVS CLODIVS PVPIENVS MAXIMVS AVGVSTVS                           | Coemperador amb Balbí; Assassinat pels pretorians                                                                    |
| Des del febrer de l'any 238 al maig de l'any 238                          | Balbí                           | DECIMVS CAELIVS ANTONIVS BALBINVS DECIMVS CAELIVS CALVINVS BALBINVS |                                                                                     | Coemperador amb Pupiè; Assassinat pels pretorians                                                                    |
| Des del maig de l'any 238 al febrer de l'any 244                          | Gordià III                      | MARCVS ANTONIVS GORDIANVS MARCVS ANTONIVS GORDIANVS PIVS            | IMPERATOR CAESAR MARCVS ANTONIVS GORDIANVS PIVS FELIX AVGVSTVS                      | Assassinat |
| Des de l'any 240 al 240                                                   | Sabinià                         |                                                                     |                                                                                     | Autoproclamat emperador; derrotat en una batalla                                                                     |
| Des del febrer de l'any 244 al setembre o octubre de l'any 249            | Felip l'Àrab                    | MARCVS IVLIVS PHILLIPVS                                             | IMPERATOR CAESAR MARCVS IVLIVS PHILLIPVS PIVS FELIX INVICTVS AVGVSTVS               | Mort en una batalla per Deci                                                                                         |
| Des de l'any 248 al 248                                                   | Pacatià                         | TIBERIVS CLAVDIVS MARINVS PACATIANVS                                |                                                                                     | Autoproclamat emperador; Assassinat pels seus soldats                                                                |
| Des de l'any 248 al 248                                                   | Jotapià                         | MARCVS FVLVIVS RVFVS IOTAPIANVS                                     |                                                                                     | Usurpador |
| Des de l'any 248 al 248                                                   | Silbanac                        |                                                                     |                                                                                     | Usurpador |
| Des de l'any 249 al juny de l'any 251                                     | Deci                            | GAIVS MESSIVS QVINTVS TRAIANVS DECIVS                               | IMPERATOR CAESAR GAIVS MESSIVS QVINTVS TRAIANVS DECIVS PIVS FELIX INVICTVS AVGVSTVS | Mort en una batalla                                                                                                  |
| Des de l'any 249 al 252                                                   | Prisc                           | GAIVS JVLIVS PRISCVS                                                |                                                                                     | Autoproclamat emperador de les províncies orientals                                                                  |
| Des de l'any 250 al 250                                                   | Licinià                         | IVLIVS VALENS LICINIANVS                                            |                                                                                     | Intentà usurpar el tron imperial                                                                                     |
| Des de l'any 251 a l'1 de juliol de l'any 251                             | Herenni Etrusc                  | QVINTVS HERENNIVS ETRVSCVS MESSIVS DECIVS                           |                                                                                     | Mort en una batalla                                                                                                  |
| Des de l'any 251 al 251                                                   | Hostilià                        | HOSTILIANVS                                                         | HOSTILIANVS                                                                         | |
| Des del juny de l'any 251 a l'agost de l'any 253                          | Gal                             | GAIVS VIBIVS TREBONIANVS GALLVS                                     | IMPERATOR CAESAR GAIVS VIBIVS TREBONIANVS GALLVS PIVS FELIX INVICTVS AVGVSTVS       | Pare i coemperador de Volusià; Assassinat pels seus soldats                                                          |
| Des del juliol de l'any 251 a l'agost de l'any 253                        | Volusià                         | GAIVS VIBIVS VOLVSIANVS                                             | IMPERATOR CAESAR GAIVS VIBIVS AFINIVS GALLVS VELDVMNIANVS VOLVSIANVS AVGVSTVS       | Fill i coemperador de Gal; Assassinat pels seus soldats                                                              |
| Des de l'agost de l'any 253 a l'octubre de l'any 253                      | Emilià                          | MARCVS AEMILIVS AEMILIANVS                                          | IMPERATOR CAESAR MARCVS AEMILIVS AEMILIANVS PIVS FELIX INVICTVS AVGVSTVS            | Assassinat pels seus soldats                                                                                         |
| Des de l'any 253 al juny de l'any 260                                     | Valerià I                       | PVBLIVS LICINIVS VALERIANVS                                         | IMPERATOR CAESAR PVBLIVS LICINIVS VALERIANVS PIVS FELIX INVICTVS AVGVSTVS           | Coemperador amb Gal·liè; capturat pels perses: morí en captivitat                                                    |
| Des de l'any 253 al setembre de l'any 268                                 | Gal·liè                         | PVBLIVS LICINIVS EGNATIVS GALLIENVS                                 | IMPERATOR CAESAR PVBLIVS LICINIVS EGNATIVS GALLIENVS PIVS FELIX INVICTVS AVGVSTVS   | Coemperador amb Valerià des de l'any 253 al 260; Assassinat                                                          |
| Des de l'any 258 al juny de l'any 260                                     | Ingenu                          |                                                                     |                                                                                     | Autoproclamat emperador                                                                                              |
| 260                                                                       | Regalià                         |                                                                     |                                                                                     | Autoproclamat emperador                                                                                              |
| De de l'any 260 al 261                                                    | Macrià Major                    | FVLVIVS MACRIANVS                                                   |                                                                                     | Autoproclamat emperador, pare i coemperador de Macrià Menor; derrotat i mort en una batalla                          |
| Des de l'any 260 al 261                                                   | Macrià Menor                    | TITVS FVLVIVS IVNIVS MACRIANVS                                      |                                                                                     | Proclamat emperador pels soldats, fill i coemperador de Macrià Major a Occident; derrotat i mort en una batalla      |
| Des de l'any 260 al 261                                                   | Quiet                           | CAIVS FVLVIVS IVNIVS QVIETVS                                        |                                                                                     | Proclamat emperador pels soldats, fill i coemperador de Macrià Major a Orient; derrotat i mort per Odenat de Palmira |
| Des de l'any 261 al 261 o 262                                             | Mussi Emilià o Emilià Alexandrí | LVCIVS MVSSIVS AEMILIANVS                                           |                                                                                     | Autoproclamat emperador, Fou derrotat pel general Teodot, lleial a Gal·liè.                                          |
| Des de l'any 268 al 268                                                   | Aureol                          |                                                                     |                                                                                     | Autoproclamat emperador, es rendí davant Claudi II el Gòtic                                                          |

### Imperi de les Gàl·liesdel260al274
| Regnat                  | Nom popular | Nom personal i títols de naixement i d'abans de la proclamació | Nom imperial                                                                     | Notes                                       |
| ----------------------- | ----------- | -------------------------------------------------------------- | -------------------------------------------------------------------------------- | ------------------------------------------- |
| Des de l'any 260 al 268 | Pòstum I    | MARCVS CASSIANIVS LATINIVS POSTVMVS                            | IMPERATOR CAESAR MARCVS CASSIANVS LATINIVS POSTVMVS PIVS FELIX INVICTVS AVGVSTVS |                                             |
| Des de l'any 269 al 269 | Lelià       | VLPIVS CORNELIVS LAELIANVS                                     | IMPERATOR CAESAR GAIVS VLPIVS CORNELIVS LAELIANVS PIVS FELIX AVGVSTVS            |                                             |
| Des de l'any 269 al 269 | Màrius      | MARCVS AVRELIVS MARIVS                                         | IMPERATOR CAESAR MARCVS AVRELIVS MARIVS PIVS FELIX AVGVSTVS                      |                                             |
| Des de l'any 269 al 271 | Victorí     | MARCVS PIAVONIVS VICTORINVS                                    | IMPERATOR CAESAR MARCVS PIAVONIVS VICTORINVS PIVS FELIX INVICTVS AVGVSTVS        |                                             |
| Des de l'any 270 al 271 | Domicià II  |                                                                |                                                                                  | Autoproclamat emperador de l'imperi Gàl·lic |
| Des de l'any 271 al 274 | Tètric I    | CAIVS PIVS ESVVIVS TETRICVS                                    | IMPERATOR CAESAR GAIVS PIVS ESVVIVS TETRICVS FELIX INVICTVS AVGVSTVS             |                                             |

### Emperadors il·liris
| Regnat                                                          | Nom Popular          | Nom personal i títols de naixement i d'abans de la proclamació | Nom imperial                                                                      | Notes |
| --------------------------------------------------------------- | -------------------- | -------------------------------------------------------------- | --------------------------------------------------------------------------------- | --- |
| Des de l'any 268 a l'agost de l'any 270                         | Claudi II el Gòtic   | MARCVS AVRELIVS VALERIVS CLAVDIVS                              | IMPERATOR CAESAR MARCVS AVRELIVS CLAVDIVS PIVS FELIX INVICTVS AVGVSTVS            | Morí a causa d'una epidèmia                                                                                        |
| Des de l'agost de l'any 270 al setembre de l'any 270            | Quintil              | MARCVS AVRELIVS QVINTILLVS                                     | IMPERATOR CAESAR MARCVS AVRELIVS CLAVDIVS QVINTILLVS INVICTVS PIVS FELIX AVGVSTVS | Coemperdor amb Lluci Domici Aurelià; Es suïcidà                                                                    |
| Des de l'agost de l'any 270 a l'any 275                         | Lluci Domici Aurelià | LVCIVS DOMITIVS AVRELIANVS                                     | IMPERATOR CAESAR LVCIVS DOMITIVS AVRELIANVS PIVS FELIX INVICTVS AVGVSTVS          | Coemperador amb Quintil; Assasssinat pels pretorians                                                               |
| Des de l'any 271 al 271                                         | Septimi              |                                                                |                                                                                   | Autoproclamat emperador de Dalmàcia; Assassinat pels seus soldats                                                  |
| Des del novembre o desembre de l'any 275 al juliol de l'any 276 | Tàcit                | MARCVS CLAVDIVS TACITVS                                        | IMPERATOR CAESAR MARCVS CLAVDIVS TACITVS PIVS FELIX AVGVSTVS                      | Assassinat |
| Des del juliol de l'any 276 al setembre de l'any 276            | Florià               | MARCVS ANNIVS FLORIANVS PIVS                                   | IMPERATOR CAESAR MARCVS ANNIVS FLORIANVS PIVS FELIX AVGVSTVS                      | Assassinat |
| Des del juliol de l'any 276 al setembre de l'any 282            | Marc Aureli Probe    | MARCVS AVRELIVS EQVITIVS PROBVS                                | IMPERATOR CAESAR MARCVS AVRELIVS PROBVS PIVS FELIX INVICTVS AVGVSTVS              | Assassinat pels seus soldats                                                                                       |
| 280                                                             | Saturní              | IVLIVS SATVRNINVS                                              |                                                                                   | Intentà usurpar el tron imperial obligat pels seus soldats; s'autoproclamà emperador; Assassinat pels seus soldats |
| 280                                                             | Pròcul               |                                                                |                                                                                   | Intenà accedir al tron imperial a petició de la gent de Lugdúnum; Assassinat per Probe                             |
| 280                                                             | Bonós                | GALLVS QVINTVS BONOSVS                                         |                                                                                   | Autoproclamat emperador; derrotat per Probe; Es suïcidà                                                            |
| Des del setembre de l'any 282 al juliol o agost de l'any 283    | Car                  | MARCVS AVRELIVS NVMERIVS CARVS                                 | IMPERATOR CAESAR MARCVS AVRELIVS CARVS PIVS FELIX INVICTVS AVGVSTVS               | Causes de la mort desconegudes                                                                                     |
| Des de la primavera de l'any 283 a l'estiu de l'any 285         | Carí                 | MARCVS AVRELIVS CARINVS                                        | IMPERATOR CAESAR MARCVS AVRELIVS CARINVS PIVS FELIX INVICTVS AVGVSTVS             | Coemperador amb Numerià; Assassinat                                                                                |
| Des del juliol o agost de l'any 283 al novembre de l'any 284    | Numerià              | MARCVS AVRELIVS NVMERIVS NVMERIANVS                            | IMPERATOR CAESAR MARCVS AVRELIVS NVMERIANVS PIVS FELIX AVGVSTVS                   | Coemperador amb Carí                                                                                               |

## El Dominat

### La Tetrarquia
| Regnat                                                              | Nom popular          | Nom personal i títols de naixement i d'abans de la proclamació                         | Nom imperial | Notes |
| ------------------------------------------------------------------- | -------------------- | -------------------------------------------------------------------------------------- | --- | --- |
| Des del 20 de novembre de l'any 284 a l'1 de maig de l'any 305      | Dioclecià            | DIOCLES (Nom complet desconegut) GAIVS AVRELIVS VALERIVS DIOCLETIANVS IOVIVS           | IMPERATOR CAESAR GAIVS AVRELIVS VALERIVS DIOCLETIANVS PIVS FELIX INVICTVS AVGVSTVS PONTIFEX MAXIMVS PATER PATRIAE PROCONSVL | Coemperador amb Maximià; 285: Germanicus Maximus, Sarmaticus Maximus; 286: Iovius; 287: Germanicus Maximus; 295: Persicus Maximus; 296: Aureli Aquil·leu; 297: Britannicus Maximus, Carpicus Maximus; 298: Armenicus Maximus, Medicus Maximus, Adiabenicus Maximus Abdicà |
| Des de l'1 d'abril de l'any 286 a l'1 de maig de l'any 305          | Maximià              | MAXIMIANVS (Nom complet desconegut) MARCVS AVRELIVS VALERIVS MAXIMIANVS HERCVLIVS      | IMPERATOR CAESAR GAIVS AVRELIVS VALERIVS MAXIMIANVS PIVS FELIX INVICTVS AVGVSTVS | Coemperador amb Dioclecià; 286: Germanicus Maximus, Sarmaticus Maximus; 287: Iovius; 288: Germanicus Maximus; 294: Persicus Maximus; 298: Britannicus Maximus, Carpicus Maximus; 299: Armenicus Maximus, Medicus Maximus, Adiabenicus Maximus; Va ser obligat a abdicar   |
| Des de l'1 de maig de l'any 305 al 25 de juliol de l'any 306        | Constanci I Clor     | FLAVIVS VALERIVS CONSTANTIVS CHLORVS                                                   | IMPERATOR CAESAR GAIVS FLAVIVS VALERIVS CONSTANTIVS AVGVSTVS | |
| Des de l'1 de maig de l'any 305 al maig de l'any 311                | Galeri               | CAIVS GALERIVS VALERIVS MAXIMIANVS                                                     | IMPERATOR CAESAR GALERIVS VALERIVS MAXIMIANVS PIVS FELIX INVICTVS AVGVSTVS | Coemperador amb Sever II |
| Des de l'agost de l'any 306 al 16 de setembre de l'any August 307   | Sever II             | FLAVIVS VALERIVS SEVERVS                                                               | IMPERATOR SEVERVS PIVS FELIX AVGVSTVS | Coemperador amb Galeri |
| Des del 28 d'octubre de l'any 306 al 28 d'octubre de l'any 312      | Maxenci              | MARCVS AVRELIVS VALERIVS MAXENTIVS                                                     | MARCVS AVRELIVS VALERIVS MAXENTIVS PIVS FELIX INVICTVS AVGVSTVS | Ofegat per ordre de Constantí el Gran |
| 307 a 308                                                           | Maximià              | MAXIMIANVS (no es coneix el nom complet) MARCVS AVRELIVS VALERIVS MAXIMIANVS HERCVLIVS | IMPERATOR CAESAR GAIVS AVRELIVS VALERIVS MAXIMIANVS PIVS FELIX INVICTVS AVGVSTVS PONTIFEX MAXIMVS HERCVLIVS GERMANICVS MAXIMVS SARMATICVS MAXIMVS IOVIVS GERMANICVS MAXIMVS PERSICVS MAXIMVS BRITANNICVS MAXIMVS CARPICVS MAXIMVS ARMENICVS MAXIMVS MEDICVS MAXIMVS ADIABENICVS MAXIMVS | Abdicà |
| Des de l'any 307 al 22 de maig de l'any 337                         | Constantí el Gran    | GAIVS FLAVIVS VALERIVS CONSTANTINVS                                                    | IMPERATOR CAESAR FLAVIVS CONSTANTINVS PIVS FELIX INVICTVS AVGVSTVS PONTIFEX MAXIMVS PATER PATRIAE PROCONSVL | 307: Germanicus Maximus; 312: Maximus; 323: Sarmaticus Maximus; 324: Victor substituting Invictus; 328: Gothicus Maximus; 336:Dacicus Maximus |
| 308                                                                 | Domici Alexandre     | LVCIVS DOMITIVS ALEXANDER                                                              | | Autoproclamat emperador |
| Des de l'11 de novembre de l'any 307 al 19 de desembre de l'any 324 | Licini I             | VALERIVS LICINIANVS LICINIVS                                                           | IMPERATOR CAESAR GAIVS VALERIVS LICINIVS PIVS FELIX INVICTVS AVGVSTVS | Coemperador; abdicà; (executat l'any 325) |
| Des de l'1 de maig de l'any 310 al juliol o agost de l'any 313      | Maximí Daia          | DAIA MAXIMINVS GAIVS GALERIVS VALERIVS                                                 | IMPERATOR CAESAR GALERIVS VALERIVS MAXIMINVS PIVS FELIX AVGVSTVS | Coemperador; Es suïcidà |
| Des de l'any 337 al 340                                             | Constantí II         | FLAVIVS CLAVDIVS CONSTANTINVS                                                          | IMPERATOR CAESAR FLAVIVS VALERIVS CONSTANTINVS AVGVSTVS | Coemperador; Mort en una batalla |
| Des de l'any 337 al 361                                             | Constanci II         | FLAVIVS IVLIVS CONSTANTIVS                                                             | IMPERATOR CAESAR FLAVIVS IVLIVS CONSTANTIVS AVGVSTVS | Coemperador |
| Des de l'any 337 al 350                                             | Constant             | FLAVIVS IVLIVS CONSTANS                                                                | IMPERATOR CAESAR FLAVIVS IVLIVS CONSTANS AVGVSTVS | Coemperador; Assassinat per Magnenci |
| Des del gener de l'any 350 a l'11 d'agost de l'any 353              | Magnenci             | FLAVIVS MAGNVS MAGNENTIVS                                                              | IMPERATOR CAESAR FLAVIVS MAGNVS MAGENTIVS AVGVSTVS | Coemperador; Es suïcidà |
| aprox.350                                                           | Vetranió             |                                                                                        | | Autoproclamat emperador |
| aprox.350                                                           | Flavi Popili Nepocià |                                                                                        | | Autoproclamat emperador |
| Des del novembre de l'any 361 al juny de l'any 363                  | Julià l'Apòstata     | FLAVIVS CLAVDIVS IVLIANVS                                                              | IMPERATOR CAESAR FLAVIVS CLAVDIVS IVLIANVS AVGVSTVS | Mort en una batalla |
| Des de l'any 363 al 17 de febrer de l'any 364                       | Jovià                | FLAVIVS IOVIANVS                                                                       | IMPERATOR CAESAR FLAVIVS IOVIANVS AVGVSTVS | Morí accidentalment |

#### Dinastia Valentiniana
| Regnat                                                           | Nom popular   | Nom personal i títols de naixement i d'abans de la proclamació | Nom imperial                                    | Notes                                      |
| ---------------------------------------------------------------- | ------------- | -------------------------------------------------------------- | ----------------------------------------------- | ------------------------------------------ |
| Des del 26 de febrer de l'any 364 al 17 de novembre de l'any 375 | Valentinià I  | FLAVIVS VALENTINIANVS                                          | IMPERATOR CAESAR FLAVIVS VALENTINIANVS AVGVSTVS |                                            |
| Des del 24 d'agost de l'any 367 a l'any 383                      | Gracià        | FLAVIVS GRATIANVS                                              | IMPERATOR CAESAR FLAVIVS GRATIANVS AVGVSTVS     | Assassinat                                 |
| Des de l'any 375 al 385                                          | Valentinià II | FLAVIVS VALENTINIANVS                                          | IMPERATOR CAESAR FLAVIVS VALENTINIANVS AVGVSTVS | Deposat; Morí en circumstàncies sospitoses |
| Des de l'any 383 al 388                                          | Magne Màxim   | MAGNVS MAXIMVS                                                 |                                                 | Rival a l'oest; deposat i executat         |
| Des de l'any 386 al 388 aprox.                                   | Flavi Víctor  | FLAVIVS VICTOR                                                 |                                                 | Final del seu regnat incert                |
| Des de l'any 392 al 394                                          | Eugeni        | FLAVIVS EVGENIVS                                               |                                                 | Usurpador a l'oest; Mort en una batalla    |

### Imperi independent aBritànniadel286al297
| Regnat                  | Nom popular | Nom personal i títols de naixement i d'abans de la proclamació | Nom imperial | Notes |
| ----------------------- | ----------- | -------------------------------------------------------------- | ------------ | ----- |
| Des de l'any 286 al 293 | Carausi     | MARCVS AVRELIVS MAVSAEVS                                       |              |       |
| Des de l'any 293 al 297 | Al·lecte    | desconegut                                                     | desconegut   |       |

### Imperi Romà tardà

#### Dinastia teodosiana
| Regnat                                       | Nom popular       | Nom personal i títols de naixement i d'abans de la proclamació | Nom imperial                                 | Notes                                                    |
| -------------------------------------------- | ----------------- | -------------------------------------------------------------- | -------------------------------------------- | -------------------------------------------------------- |
| Des de l'any 388 al 17 de gener de l'any 395 | Teodosi I el Gran | FLAVIVS THEODOSIVS                                             | IMPERATOR CAESAR FLAVIVS THEODOSIVS AVGVSTVS | Coemperador; emperador de l'orient a partir de l'any 379 |
| Des del 23 de gener de l'any 393 a l'any 395 | Honori            | FLAVIVS HONORIVS                                               |                                              | Emperador de l'imperi occidental                         |

#### Imperi occidental
| Regnat                                                        | Nom popular                     | Nom personal i títols de naixement i d'abans de la proclamació | Nom imperial | Notes |
| ------------------------------------------------------------- | ------------------------------- | -------------------------------------------------------------- | ------------ | --- |
| Des de l'any 395 al 15 d'agost de l'any 423                   | Honori                          | FLAVIVS AVGVSTVS HONORIVS                                      |              | Coemperador amb Constanci III (421)                                                                           |
| Des de l'any 409 al 410                                       | Prisc Àtal                      |                                                                |              | Intentà usurpar el tron                                                                                       |
| Des de l'any 409 al 411                                       | Constantí III                   |                                                                |              | Intentà usurpar el tron                                                                                       |
| Des de l'any 409 al 411                                       | Màxim Tirà                      |                                                                |              | Intentà usurpar el tron                                                                                       |
| Des de l'any 411 al 412                                       | Joví                            |                                                                |              | Intantà usurpar el tron                                                                                       |
| Des de l'any 414 al 415                                       | Prisc Àtal                      |                                                                |              | Intentà usurpar el tron                                                                                       |
| Des de l'any 419 al 421                                       | Màxim Tirà                      |                                                                |              | Intentà usurpar el tron                                                                                       |
| Des de l'any 421 al 421                                       | Constanci III                   |                                                                |              | Coemperador amb Honori                                                                                        |
| Des de l'any 423 al 425                                       | Joan                            | IOANNES                                                        |              | Intentà usurpar el tron                                                                                       |
| Des de l'any 425 al 16 de març de l'any 455                   | Valentinià III                  | FLAVIVS PLACIDVS VALENTINIANVS                                 |              | |
| Des del 17 de març de l'any 455 al 31 de maig de l'any 455    | Petroni Màxim                   | FLAVIVS PETRONIVS MAXIMVS                                      |              | |
| Des del juny de l'any 455 al 17 d'octubre de l'any 456        | Avit                            | MARCVS MAECILIVS FLAVIVS EPARCHIVS AVITVS                      |              | |
| Des de l'any 457 al 2 d'agost de l'any 461                    | Majorià                         | IVLIVS VALERIVS MAIORIANVS                                     |              | Abdicà |
| Des de l'any 461 al 465                                       | Libi Sever                      | LIBIVS SEVERVS                                                 |              | |
| Des del 12 d'abril de l'any 467 a l'11 de juliol de l'any 472 | Antemi                          | PROCOPIVS ANTHEMIVS                                            |              | Executat |
| Des del juliol de l'any 472 al 2 de novembre de l'any 472     | Olibri                          | ANCIVS OLYBRIVS                                                |              | |
| Des del 5 de març de l'any 473 fins al juny de 474            | Gliceri                         |                                                                |              | Abdicà |
| Des del juny de l'any 474 a l'agost de l'any 475              | Juli Nepot                      |                                                                |              | Emperador d'occident fins a l'any 475; emperador a Dalmàcia des de l'any 477 al maig de l'any 480; Assassinat |
| Des del 31 d'octubre de l'any 475 a l'agost de l'any 476      | Ròmul Augústul Ròmul Augústulul | ROMVLVS AVGVSTVS                                               |              | Deposat per Odoacre; Final de la seva vida desconegut                                                         |

#### Imperi Romà d'Orient
| Regnat                                                           | Nom popular       | Nom personal i títols de naixement i d'abans de la proclamació | Nom imperial                                    | Notes                                                           |
| ---------------------------------------------------------------- | ----------------- | -------------------------------------------------------------- | ----------------------------------------------- | --------------------------------------------------------------- |
| Des del 26 de febrer de l'any 364 al 17 de novembre de l'any 375 | Valentinià I      | FLAVIVS VALENTINIANVS                                          | IMPERATOR CAESAR FLAVIVS VALENTINIANVS AVGVSTVS | Coemperador amb Valent des de l'any 364 al 378                  |
| Des del 28 de març de l'any 364 al 9 d'agost de l'any 378        | Valent            | FLAVIVS IVLIVS VALENS                                          | IMPERATOR CAESAR FLAVIVS IVLIVS VALENS AVGVSTVS | Mort en una batalla                                             |
| Des del setembre de l'any 365 al 27 de maig de l'any 366         | Procopi           |                                                                | PROCOPIVS                                       | Usurpador; Executat per Valent                                  |
| Des del 24 d'agost de l'any 367 al 383                           | Gracià            | FLAVIVS GRATIANVS                                              | IMPERATOR CAESAR FLAVIVS GRATIANVS              | Coemperor amb Valentinià II (Del 375 al 392); Assassinat        |
| Des del 19 de gener de l'any 379 al 17 de gener de l'any 395     | Teodosi I el Gran | FLAVIVS THEODOSIVS                                             | IMPERATOR CAESAR FLAVIVS THEODOSIVS AVGVSTVS    | Coemperador a occident a partir de l'any 388                    |
| Des de l'any 383 al gener de l'any 395                           | Arcadi            | FLAVIVS ARCADIVS                                               | IMPERATOR CAESAR FLAVIVS ARCADIVS AVGVSTVS      | Esdevingué primer emperador romà d'Orient el gener de l'any 395 |

Emperadors romans d'Orient
- Arcadi (395 - 408)
- Teodosi II (408 - 450)
- Marcià (450 - 457)
- Lleó I (457 - 474)
- Lleó II (474)
- Zenó (474 - 491)
- Basilisc (475 - 476)
- Zenó (reinstaurat) (476 - 491)